# Vlag van Valkenisse

Vlag van Valkenisse
(na 1966-1997)

Van de vlag van Valkenisse is niet bekend of deze ooit officieel is vastgesteld als de gemeentelijke vlag van de Zeeuwse gemeente Valkenisse. De beschrijving luidt: 
Twee banen van gelijke hoogte van wit en blauw, met over het geheel in het midden het gemeentewapen met kroon.
De vlag toont het gemeentewapen, inclusief kroon, op een wit en blauw veld waarvan de herkomst of betekenis onbekend is.
Op 1 januari 1997 ging de gemeente op in Veere, waardoor de vlag als gemeentevlag kwam te vervallen.

## Verwante afbeelding

Het wapen van Valkenisse

Aardenburg 
· Arnemuiden 
· Axel 
· Baarland 
· Biervliet 
· Biggekerke 
· Borssele 
· Breskens 
· Brouwershaven 
· Bruinisse 
· Burgh 
· Domburg 
· Dreischor 
· Driewegen 
· Duiveland 
· Ellewoutsdijk 
· 's-Gravenpolder 
· Groede 
· Haamstede 
· 's-Heer Abtskerke 
· 's-Heer Arendskerke 
· Hoedekenskerke 
· Hontenisse 
· IJzendijke 
· Kloetinge 
· Kortgene 
· Koudekerke 
· Krabbendijke 
· Kruiningen 
· Mariekerke 
· Meliskerke 
· Middenschouwen 
· Nieuw- en Sint Joosland 
· Nisse 
· Noordgouwe 
· Oostburg 
· Oostkapelle 
· Oud-Vossemeer 
· Oudelande 
· Ovezande 
· Poortvliet 
· Retranchement 
· Rilland-Bath 
· Ritthem 
· Sas van Gent 
· Scherpenisse 
· Schoondijke 
· Sint-Annaland 
· Sint Jansteen 
· Sint-Maartensdijk 
· Sint Philipsland 
· Sluis 
· Sluis-Aardenburg 
· Stavenisse 
· Valkenisse 
· Vogelwaarde 
· Waarde 
· Waterlandkerkje 
· Wemeldinge 
· Westdorpe 
· Westerschouwen 
· Westkapelle 
· Wissenkerke 
· Wolphaartsdijk 
· Zaamslag 
· Zierikzee 
· Zuiddorpe 
· Zuidzande